# Lacconectus meyeri
Lacconectus meyeri är en skalbaggsart som beskrevs av Michel Brancucci 2003. Lacconectus meyeri ingår i släktet Lacconectus och familjen dykare. Inga underarter finns listade i Catalogue of Life.